# Somme-Tourbe
Somme-Tourbe är en kommun i departementet Marne i regionen Grand Est (tidigare regionen Champagne-Ardenne) i nordöstra Frankrike. Kommunen ligger i kantonen Sainte-Menehould som tillhör arrondissementet Sainte-Menehould. År 2022 hade Somme-Tourbe 141 invånare.

## Befolkningsutveckling
Antalet invånare i kommunen Somme-Tourbe
| Referens: INSEE |